# Belford Hall
Belford Hall es una mansión del siglo XVIII, edificio catalogado de Grado I,  situada en Belford, Northumberland.
La mansión de Belford fue adquirida por la familia Dixon en 1726, y en 1752 Abraham Dixon construyó una mansión en estilo palladiano con un diseño del arquitecto James Paine.
En 1770, la heredera Margaret Dixon se casó con William Brown. Más tarde, su hija se casó con el comerciante de Newcastle upon Tyne, el teniente coronel. William Clark, teniente adjunto y alto sheriff de Northumberland quien, en 1818, remodeló la casa y agregó dos alas nuevas, con la ayuda del arquitecto John Dobson.
Un extenso parque, creado a mediados del siglo XVIII, conserva varias características originales y ha sido designado área de conservación. Un capricho del siglo XVIII en el parque es un edificio catalogado de Grado II.
Durante la Segunda Guerra Mundial, el Salón fue requisado por el ejército y quedó descuidado y en ruinas. En la década de 1980 fue adquirido por Northern Heritage Trust, renovado, restaurado y convertido en apartamentos residenciales. Se creó un campo de golf en una parte del parque.